# Thurn-Rumbach István
Thurn-Rumbach (eredetileg Rumbach) István (Budapest, 1891. február 5. – Losone, 1948. június 26.) magyar szülész-nőgyógyász, egyetemi magántanár, vadász, vadászíró, ornitológus, sportlövő és kinológus. A két világháború közötti magyar vadászirodalom és vadászati közélet jelentős alakja, Kittenberger Kálmán jó barátja, a vérebtenyésztés és -vezetés meghatározó hazai szaktekintélye, az Erdélyi szarvasok és medvék nyomában és  A véreb tenyésztése, nevelése és tanítása című művek szerzője.

## Élete
Thurn-Rumbach István köztiszteletben álló orvosdinasztia sarjaként született Budapesten. Üknagyapja volt a Rumbach Sebestyén utca névadója. Apja dr. Rumbach István belgyógyász, anyja Gudmon Mária volt. Édesapját korán elveszítette. Tanulmányait több középiskolában végezte Budapesten és Kalocsán. Orvosi tanulmányait a Budapesti Királyi Magyar Tudományegyetemen kezdte, ahol 1919-ben szerzett orvosdoktori oklevelet.
Az első világháborúban tábori sebészként szolgált a császári és királyi hadseregben, több kitüntetést kapott. Frontszolgálata alatt szerezte sebészeti tapasztalatainak javát, és ekkor született első szakpublikációja is.
1921-ben hivatalosan vette fel a Thurn-Rumbach kettős családnevet.

## Orvosi pályafutása
1919-től a Budapesti Egyetem I. számú Szülészeti és Nőgyógyászati Klinikáján dolgozott, 1925-től tanársegédként. Kutatásai és publikációi több újítást hoztak a szülészet és nőgyógyászat terén.
Ismertebb fejlesztései közé tartozik egy köldökcsonk-fogó, valamint egy hordozható kéjgáz-készülék a szülési fájdalmak csillapítására, amelyet nemzetközileg is elismertek. Számos tanulmányt közölt az Orvosi Hetilapban, a Zentralblatt für Gynäkologie-ben és más rangos folyóiratokban, egyes cikkeire a British Medical Journal is hivatkozott.
1936-ban habilitált a nőgyógyászati műtéttan tárgyköréből, és egyetemi magántanári képesítést szerzett.

## Vadászként és vadászíróként
A vadászat már fiatal korától szenvedélye volt. Főleg Erdélyben (a Radnai-havasokban) és a Börzsönyben vadászott, a Nimród Vadászújság rendszeres szerzője volt.
Fő műve, az Erdélyi szarvasok és medvék nyomában (1941) a két világháború közötti magyar vadászirodalom klasszikus alkotása, amelyben erdélyi vadászatait örökítette meg.

## Kinológiai munkássága
A vérebtenyésztés és -vezetés hazai úttörői közé tartozott. Alapító tagja és vezetője volt a Magyar Véreb Egyletnek. Kinológiai tudását és tapasztalatait  A véreb tenyésztése, nevelése és tanítása című könyvében (1929) összegezte, amely mindmáig alapmű a hazai vérebvezetés történetében.
Számos versenyen és bemutatón vett részt, szakbíróként és tenyésztőként is ismert volt.

## Sportlövőként
Az 1920-as években a margitszigeti Sportlövő Club aktív tagja, több alkalommal versenygyőztes vagy éremszerző. Eredményei mellett a sportlövészet szervezésében és közösségi életében is részt vett.

## Ornitológiai tevékenysége
Aktív tagja volt a Magyar Ornithológusok Szövetségének. Megfigyeléseket és cikkeket publikált, többek között a barátkeselyű viselkedéséről. Részt vett a természetvédelmi törvény előkészítésében.

## Halála és emlékezete
Dr. Thurn-Rumbach István házasságban élt, felesége Houchard Marietta (1894-1984) volt, utódaik nem születtek. Ezzel a családi ág megszakadt, mivel egyetlen testvére, Rumbach Margit (1893-1967) szintén gyerektelenül hunyt el.
Dr. Thurn-Rumbach István 1948. június 26-án hunyt el Svájcban, hosszan tartó betegség, tuberkulózis következtében. Emlékét könyvei, szakcikkei és a magyar vadászati irodalomban betöltött szerepe őrzik.
2023-ban Pólik Sándor átfogó monográfiát jelentetett meg a L'HArmattan kiadónál életéről és munkásságáról (Kalibában, katedrán – Dr. Thurn-Rumbach István élete és munkássága).

## Művei (válogatás)
- A véreb tenyésztése, nevelése és tanítása (Budapest, 1929)
- Erdélyi szarvasok és medvék nyomában (Dr. Vajna és Bokor, Budapest, 1941; Lazi Kiadó, 2012)

Ezeken kívül számos tanulmány a Nimród Vadászújságban és orvosi folyóiratokban.

## Forrás
- Pólik Sándor. Kalibában, katedrán – Dr. Thurn-Rumbach István élete és munkássága. L'Harmattan Kiadó (2023)